# Europski kup pobjednika kupova u futsalu
Europski kup pobjednika kupova u futsalu (španjolski Recopa de Europa de fútbol sala) je međunarodno klupsko natjecanje u futsalu koje se povremeno održava od 2002. godine, s početnim izdanjem 1990. godine,  a organizira ga španjolska futsal organizacija LNFS (Liga Nacional de Fútbol Sala). Natjecanje se igra kao turnir, a u njemu sudjeluju pobjednici nacionalnih kupova europskih država. U sezoni 2004./05. ga nije organizirao LFS, nego je igran kao turnir Torneo Internazionale di Angers. UEFA ovo natjecanje ne priznaje kao službeno.

## Pobjednici i finalisti
| sezona    | pobjednik                                    | finalist                                     |
| --------- | -------------------------------------------- | -------------------------------------------- |
| 1989./90. | Barcelona                                    | Roma Futsal (Rim)                            |
| 2002.     | Finpromko-Alfa (Jekaterinburg)               | A.S. Sasol Augusta                           |
| 2003.     | ElPozo Murcia                                | AR Freixieiro Matosinhos)                    |
| 2005.     | Azkar (Lugo)                                 | Boavista (Porto)                             |
| 2006./07. | Lobelle de Santiago (Santiago de Compostela) | Benfica (Lisabon)                            |
| 2007./08. | Interviú Fadesa ( Alcalá de Henares)         | Lobelle de Santiago (Santiago de Compostela) |
| 2012.     | Gazprom-Ugra (Jugorsk)                       | MAPID Minsk                                  |

## Unutrašnje poveznice
- UEFA Futsal Cup
- Europski kup prvaka u futsalu

## Vanjske poveznice
- rsssf.com, Kup pobjednika kupova
- (šp.) bancoderesultados.jmalmenzar.com, Recopa de Europa de Fútbol Sala